# Eve Titus
Eve Titus (* 16. Juli 1922 in New York City; † 4. Februar 2002 in Orlando, Florida) war eine US-amerikanische Kinderbuchautorin. Sie wurde vor allem bekannt durch ihre Buchreihen Basil, der Mäusedetektiv und Anatole.
Die fünf Bücher um den von Sherlock Holmes inspirierten Mäusedetektiv Basil wurden von Paul Galdone illustriert. Eve Titus hoffte, die Bücher weckten das Interesse von Kindern, später die Sherlock-Holmes-Geschichten zu lesen. Die Kinderbücher wurden in der Sherlock-Holmes-Fangemeinde gut aufgenommen, unter anderen auch von Arthur Conan Doyles jüngstem Sohn Adrian Conan Doyle, dem mehrere Bücher gewidmet sind.
Die Reihe Anatole kreist um die Abenteuer der französischen Maus Anatole.
Beide Reihen wurden als Zeichentrickfilme adaptiert. Basil, der große Mäusedetektiv erschien 1986 von den Walt-Disney-Studios und eine 26-teilige Serie um Anatole erschien 1998. 1989 erschien das Kinderbuch Vom Kätzchen, das nicht schnurren kann zusammen mit der Illustratorin Amrei Fechner (ISBN 9-783-47333-538-1).
| Personendaten    | Personendaten                      |
| ---------------- | ---------------------------------- |
| NAME             | Titus, Eve                         |
| KURZBESCHREIBUNG | US-amerikanische Kinderbuchautorin |
| GEBURTSDATUM     | 16. Juli 1922                      |
| GEBURTSORT       | New York City                      |
| STERBEDATUM      | 4. Februar 2002                    |
| STERBEORT        | Orlando, Florida                   |